# معهد موسكو المعماري
معهد موسكو المعماري (بالروسية: Московский Архитектурный Институт (Государственная Академия) - МАрхИ) هي مدرسة معمارية شهيرة تقع في موسكو عاصمة روسيا.
يقوم المعهد بتدريب المهندسين المعماريين على نطاق واسع في تخطيط المدن، هندسة المباني السكنية والعامة، التصميم المعماري، هندسة المباني الصناعية، هندسة المجمعات الزراعية، نظرية وتاريخ العمارة، ترميم الآثار المعمارية، العمارة الداخلية، المناظر الطبيعية.
لغة التعليم هي الروسية. تستغرق الدورة الكاملة للدراسات 6 سنوات. بعد ذلك يحصل الطلاب على الدبلوم ويمكنهم العمل كمهندسين معماريين في روسيا. بعد 5 سنوات من التعليم يحصل الطلاب على دبلوم البكالوريوس.
عميد الجامعة هو ديمتري أوليجوفيتش شفيدكوفسكي.